# Retscheroth
Retscheroth ist ein Ortsteil der Gemeinde Ruppichteroth.

## Geographie
Das Dorf liegt auf den Hängen des Bergischen Landes in Homburger Bröltal. Im Osten liegt Gießelbach, im Südosten Hambuchen. Der Ort ist über die Landesstraße 312 erreichbar.

## Geschichte
1666 lebten laut der damaligen Huldigungsliste in Retscheroth die Familienoberhäupter Joh. Becker, Joh. Roster, Joh. Laurtz, Patter, Seybart, Frein, Heinrich, Joh. Neire und Joh. Gubbels.
1809 hatte der Ort 51 katholische Einwohner.
1910 waren für Retscheroth die Haushalte Fabrikarbeiter Joh. Göbbel, Tagelöhner Joh. Peter Hänscheid, Ackerin Christine Höhner, Ackerer Heinrich Josef Höhner, Ablader Joh. Höver, Ackerin Wwe. Wilhelm Kaltenbach, die Ackerer Heinrich und Peter Kleff, Ackerer Gerhard Kunth, Ackerin Wwe. Friedrich Lutz, Ackerin Wwe. Joh. Schmidt, Ackerer Heinrich Schmitt und Ackerin Wwe. Josef Schmitt verzeichnet.